# بلهاون (کارولینای شمالی)
بلهاون (به انگلیسی: Belhaven) شهری در ایالت کارولینای شمالی کشور ایالات متحده آمریکا است که جمعیت آن در سرشماری سال ۲۰۱۰ میلادی، ۱٬۶۸۸ نفر بوده‌است.